# Yotuike Dani
Yotuike Dani (Transkription von japanisch 四つ池谷 ‚Vier-Tümpel-Tal‘) ist ein flaches und gerades Tal mit südost-nordwestlicher Ausrichtung an der Prinz-Harald-Küste des ostantarktischen Königin-Maud-Lands. Es liegt südlich des Tals Yatude Zawa im südlichen Teil der Langhovde.
Japanische Wissenschaftler kartierten es anhand von Vermessungen und Luftaufnahmen aus den Jahren von 1957 bis 1962. Sie benannten es 1975.